# Louis-Georges Tin

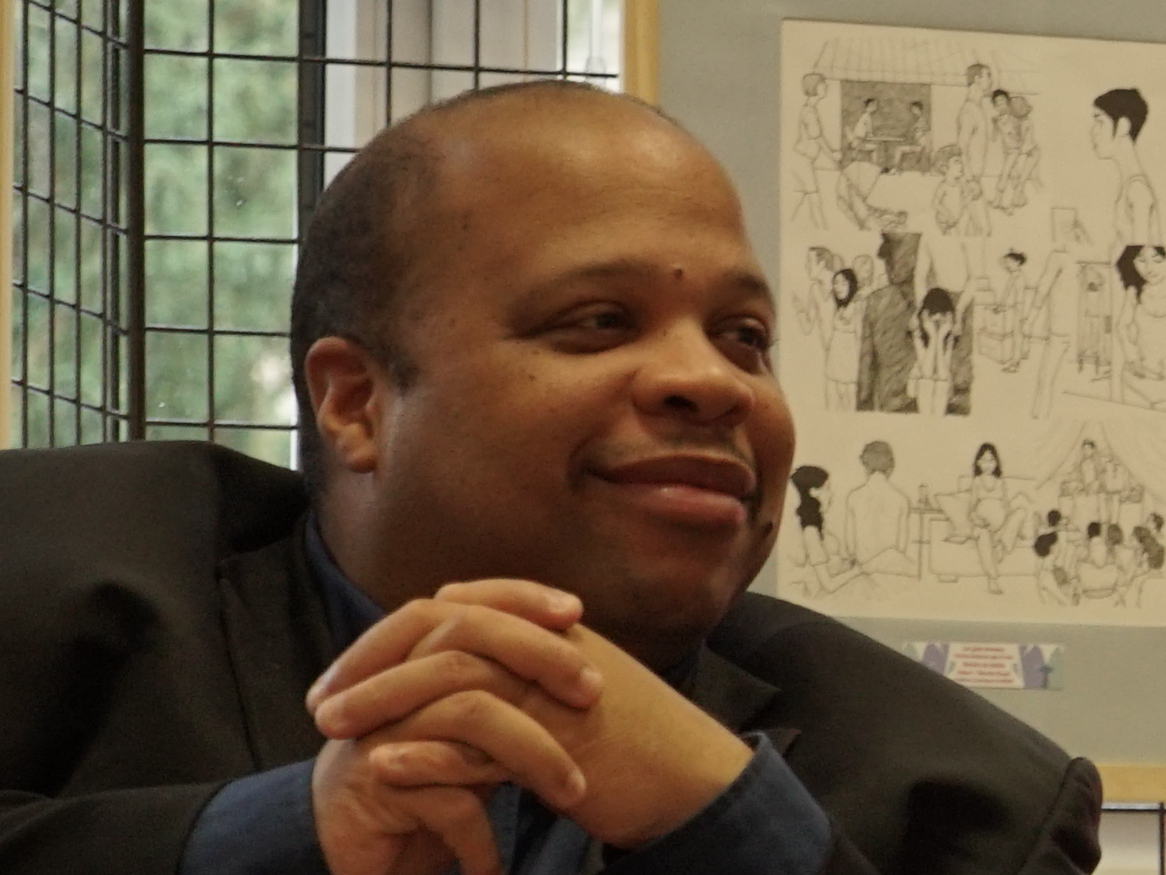
Louis-Georges Tin 2016

Louis-Georges Tin [lwi ʒɔʁʒ tɛ̃] (geboren 1974 auf Martinique) ist ein französischer Autor und Aktivist für LGBT-Rechte, der sich im Kampf gegen Homofeindlichkeit und Rassismus einsetzt. 2005 initiierte er den Internationalen Tag gegen Homo-, Bi-, Inter- und Transfeindlichkeit (IDAHOBIT).

## Leben und Wirken

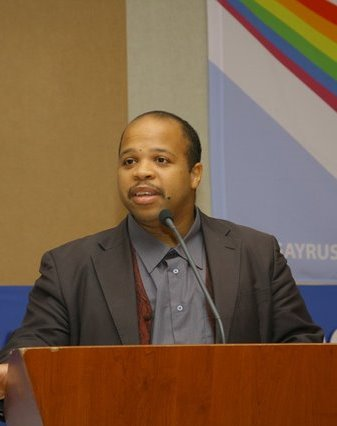
Louis-Georges Tin 2009

Seit den 1990er-Jahren engagiert sich Louis-Georges Tin für LGBTIQ-Rechte und war 1997 bei der Gründung der Studentenvereinigung Homonormalité an der École normale supérieure  beteiligt. Tin studierte moderne Literatur an der École normale supérieure (ENS) in Paris und promovierte 2003 zu Tragédie et politique en France au XVIe siècle (Tragödie und Politik Frankreichs im 16. Jh.).
2003 gab er das Dictionnaire de l’homophobie (Wörterbuch der Homophobie) heraus ein, von 75 Autoren zusammengestelltes Sammelwerk, das mit einem Vorwort von Bertrand Delanoë veröffentlicht wurde. Das Wörterbuch analysiert Homofeindlichkeit anhand von Theorien aus Bereichen wie Theologie, Psychoanalyse, Anthropologie und Biologie. Es weist verschiedene Themenfelder auf, wie beispielsweise Protagonisten der Homofeindlichkeit, entweder als Opfer, (wie Oscar Wilde oder Matthew Shepard) oder von homofeindlichen Personen. Unterschiedliche Situationen in verschiedenen Ländern und Regionen der Welt werden vorgestellt und das soziale Umfeld, in dem Homofeindlichkeit ausgelebt wird wie Familie, Schule, Polizei, Sport usw., werden ebenso wie Themen der homofeindlichen Rhetorik (Abnormität, AIDS, Unfruchtbarkeit etc.) beschrieben.
Die Initiative zu IDAHOT ging von Louis-Georges Tin aus, der bis 2013 der französischen Sektion der International Lesbian, Gay, Bisexual, Trans and Intersex Association (ILGA) vorstand. Am 17. Mai 2005 wurde dieser zum ersten Mal in 40 Ländern gefeiert. 2006 startete die Organisation eine Kampagne mit dem Ziel, die Vereinten Nationen zur Unterzeichnung eines Abkommens für eine generelle Entkriminalisierung von Homosexualität zu bewegen. Unterstützt wird die Kampagne sowohl von Künstlern und Intellektuellen – unter ihnen Nobelpreisträger José Saramago, Desmond Tutu, Amartya Sen und Elfriede Jelinek – als auch von verschiedenen Staaten.
Am 17. Mai 2008 wurde dieses Thema zum ersten Mal in der Generalversammlung der Vereinten Nationen (UN) behandelt. Der Text wurde von 68 Ländern unterstützt. „Die Tatsache, dass Homosexualität in so vielen Ländern der Welt kriminalisiert wird, ist ein Schock für jeden, dem die Menschenrechte am Herzen liegen. Als ich IDAHO ins Leben rief, war daher eines meiner Hauptanliegen die Entkriminalisierung.“ Tin setzt sich dafür ein, dass die UN eine Resolution beschließen. Der Unterschied zwischen einer UN-Erklärung und einer Resolution besteht darin, dass eine Resolution rechtlich bindend sein soll. Im Jahr darauf startete er eine Kampagne gegen Transfeindlichkeit, die von 300 Nichtregierungsorganisationen aus mehr als 75 Ländern unterzeichnet wurde. 2011 wurde Tin für den Friedensnobelpreis nominiert.
2008 erscheint sein Buch L’Invention de la culture hétérosexuelle (Die Erfindung der heterosexuellen Kultur), in dem es um die Konstruktion heterosexueller Kultur im westlichen Christentum seit dem 12. Jh. geht.
Louis-Georges Tin war Präsident des Conseil représentatif des associations noires (CRAN,  Repräsentativer Rat der Schwarzen Organisationen Frankreichs).

## Publikationen (Auswahl)
- Dom Juan de Molière. Étude du texte, Louis-Georges Tin, Breal 1998.
- La guerre de Troie n’aura pas lieu de Jean Giraudoux. Étude du texte, Louis-Georges Tin, Breal, 1998.
- mit Geneviève Pastre: Homosexualité : expression, répression. Stock 2000, ISBN 978-2-23405-208-6.
- Dictionnaire de l’homophobie. Puf 2003, ISBN 978-2-13053-582-9.
- L’Invention de la culture hétérosexuelle. Autrement 2008, ISBN 978-2-74671-204-1.
- Le pacte : Pour en finir avec les discriminations – Sexisme, homophobie, handicap, âge, origine. Autrement 2012, ISBN 978-2-74673-092-2.
- Esclavage et reparations : Comment faire face aux crimes de l’histoire … Stock 2013, ISBN 978-2-23407-488-0.
- Les impostures de l’universalisme. Textuel 2020, ISBN 978-2-84597-812-6.

## Auszeichnungen
- 2005: Homoedu Man of the year prize
- 2005: Golden Tupilak Award Stockholm
- 2006: Tolerantia Award Berlin
- 2006: Grizzly Award Moskau
- 2008: Man of the year prize Moskau
- 2010: Slavic Pride Preis Moskau